# مامیکون داربینیان
مامیکون وارطانی داربینیان (ارمنی: Մամիկոն Վարդանի Դարբինյան؛  زادهٔ ۲۵ دسامبر ۱۹۰۸ - درگذشته ۱۷ آوریل ۱۹۶۹) یک شیمی‌دان و استاد اهل ارمنستان بود.

## زندگی‌نامه
در ۷ ژانویه ۱۹۰۹ [سبک قدیمی: ۲۵ دسامبر] ۱۹۰۸ در آلکساندراپول به دنیا آمد و از دانشگاه دولتی ایروان (۱۹۲۹) فارغ‌التحصیل شد. وی در دانشگاه دولتی ایروان فعالیت می‌کرد.  وی همچنین برنده دانشمند شایسته ارمنستان شوروی (۱۹۶۷) شده است. وی در ۱۷ آوریل ۱۹۶۹ در سن ۶۰ سالگی در ایروان درگذشت و در آرامستان مرکزی ایروان (توخماخ) به خاک سپرده شد.

## یادداشت
1. ↑  տեխնիկական գիտությունների դոկտոր